# Kalmuks
Het Kalmuks (хальмг келн, xalʹmg keln) is een Mongoolse taal die wordt gesproken in de Russische deelrepubliek Kalmukkië.

## Toestand
Kalmuks behoort tot de Oirat-subgroep van de Mongoolse talen. Het heeft ook enkele kenmerken gemeen met de Oeraalse en Turkse talen, en soms wordt gespeculeerd dat het een lid is van de betwiste Altaïsche of Oeral-Altaïsche taalfamilie. Dit weerspiegelt de oorsprong van het Kalmuks als een gemeenschappelijke taal van de Oirat-Mongolen, een unie van vier Kalmukse stammen die enkele Oegrische en Turkse stammen absorbeerden tijdens hun westwaartse expansie.
De Kalmukken hadden zwaar te lijden onder het sovjetregime. Tijdens de Russische Burgeroorlog werd het aantal Kalmuks-sprekers gehalveerd. Ook Stalins etnische zuiveringen haalden dit aantal flink naar beneden. Gedurende lange tijd was Russisch de enige officiële taal in Kalmukkië, en in 1963 werden de lessen in het Kalmuks afgeschaft en werd Russisch de enige officiële taal in het Kalmukse onderwijs.
Als gevolg van dit beleid spreken vele Kalmukken hun eigen taal niet. Samen met de Kalmukse overheid werken Kalmukse taalkundigen aan verbetering van deze situatie. In 1993 werd het basisonderwijs in het Kalmuks hersteld.

## Klankleer
|             |          | labiaal | alveolaar | post- alveolaar | velaar |
| ----------- | -------- | ------- | --------- | --------------- | ------ |
| nasaal      | nasaal   | m       | n         | ȵ               | ŋ      |
| plosief     | steml.   | p       | t         | ȶ               | k      |
| plosief     | stemh.   | b       | d         | ȡ               | ɡ      |
| affricaat   | steml.   |         | t͡s        | ȶ͡ɕ              |        |
| affricaat   | stemh.   |         |           | ȡ͡ʑ              |        |
| fricatief   | steml.   |         | s         | ʃ               | x      |
| fricatief   | stemh.   |         | z         |                 | ɣ      |
| vibrant     | vibrant  |         | r         |                 |        |
| approximant | lateraal |         | l         | ȴ               |        |
| approximant | centraal | w       |           | j               |        |

|          | voor | voor | achter |
| -------- | ---- | ---- | ------ |
| gesloten | i    | y    | u      |
| midden   | e    | ø    | o      |
| open     | æ    | æ    | a      |

## Schrift

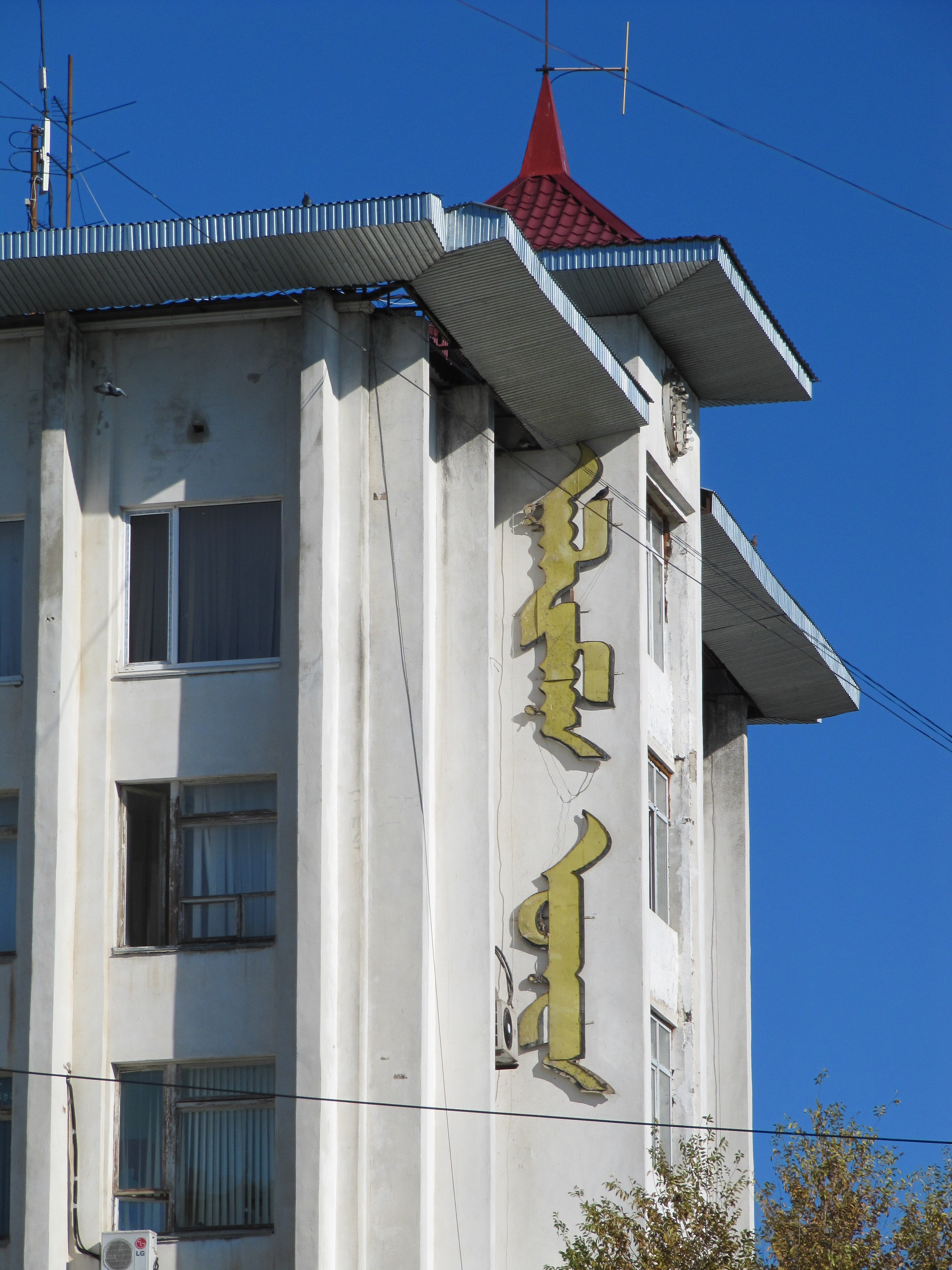

Het geschreven Kalmuks gaat terug tot de 11e eeuw. In de 17e eeuw werd een eigen schrift ontworpen door de boeddhistische monnik Zaya Pandita. In 1924 werd dit schrift vervangen door het cyrillisch alfabet. Tussen 1930 en 1938 werd kort overgeschakeld op het Latijns alfabet. De opeenvolgende schrifthervormingen hebben de literaire traditie van het Kalmuks ernstig verstoord.
| А а | Ə ә | Б б | В в | Г г | Һ һ | Д д |
| Е е | Ё ё | Ж ж | Җ җ | З з | И и | Й й |
| К к | Л л | М м | Н н | Ң ң | О о | Ө ө |
| П п | Р р | С с | Т т | У у | Ү ү | Ф ф |
| Х х | Ц ц | Ч ч | Ш ш | Щ щ | Ъ ъ | Ы ы |
| Ь ь | Э э | Ю ю | Я я |     |     |     |

| A a | B b | C c | Ç ç | D d | E e | Ә ә |
| F f | G g | H h | I i | J j | K k | L l |
| M m | N n | Ꞑ ꞑ | O o | Ө ө | P p | R r |
| S s | Ş ş | T t | U u | V v | X x | Y y |
| Z z | Ƶ ƶ | Ь ь |     |     |     |     |

| ᠠ | ᡄ | ᡅ | ᡆ | ᡈ | ᡇ | ᡉ |
| ᠨ | ᡊ | ᡍ | ᡎ | ᡋ | ᡌ | ᠰ |
| ᠱ | ᡐ | ᡑ | ᠯ | ᡏ | ᡔ | ᡒ |
| ᡓ | ᡚ | ᡕ | ᡙ | ᡘ | ᡗ | ᠷ |
| ᡖ | ᡛ | ᡜ | ᢘ | ᢙ |   |   |